# Tom Marino

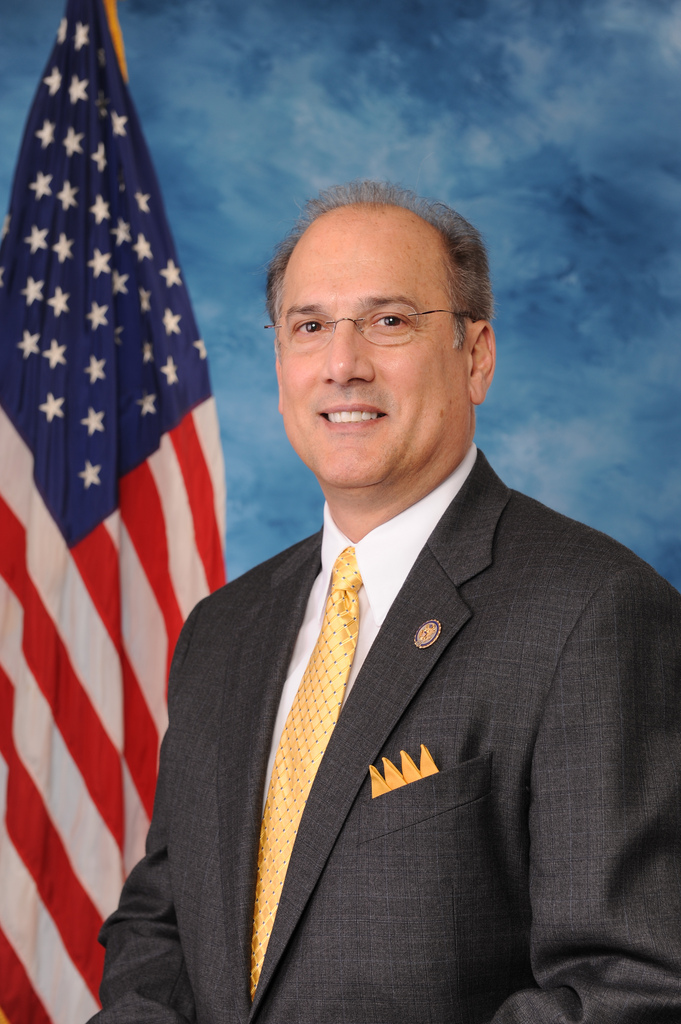
Tom Marino (2011)

Thomas Anthony „Tom“ Marino (* 13. August 1952 in Williamsport, Pennsylvania) ist ein US-amerikanischer Politiker der Republikanischen Partei. Von 2011 bis 2019 vertrat er den Nordosten des Bundesstaats Pennsylvania im US-Repräsentantenhaus, zuletzt im 12. Kongresswahlbezirk. Er wechselte zum 23. Januar 2019 in die Privatwirtschaft.

## Familie, Ausbildung und Beruf
Tom Marino besuchte bis 1983 das Williamsport Area Community College und dann bis 1985 das Lycoming College. Nach einem anschließenden Jurastudium und seiner Zulassung als Rechtsanwalt begann er in diesem Beruf zu arbeiten. Außerdem war er Manager bei einem Handwerksbetrieb. Zwischen 1992 und 2002 amtierte er als Bezirksstaatsanwalt im Lycoming County; von 2002 bis 2007 war er Bundesstaatsanwalt für den mittleren Teil des Staates Pennsylvania.
Tom Marino ist verheiratet und hat zwei Kinder. Die Familie lebt in der Lycoming Township im nördlichen Zentrum des Bundesstaats, die an Williamsport grenzt.

## Politische Laufbahn
Bei den Kongresswahlen des Jahres 2010 wurde Marino im zehnten Wahlbezirk von Pennsylvania in das US-Repräsentantenhaus in Washington, D.C. gewählt, wo er am 3. Januar 2011 die Nachfolge des ihm zuvor unterlegenen Demokraten Chris Carney antrat. Da er bei allen Wahlen einschließlich 2016 wiedergewählt wurde, läuft sein Mandat bis zum 3. Januar 2019. Im Kongress ist bzw. war er Mitglied im Auswärtigen Ausschuss, im Justizausschuss und im Ausschuss für Innere Sicherheit sowie in acht Unterausschüssen.
Im September 2017 nominierte US-Präsident Donald Trump Marino zum Vorsitzenden des Office of National Drug Control Policy. Nachdem Marinos Verbindungen zur Pharmalobby thematisiert worden waren, zog er seine Bewerbung am 17. Oktober 2017 zurück und blieb im Kongress. Marino gilt gemeinsam mit Orrin Hatch als wichtiger Unterstützer der Pharmaindustrie. Er war im Sommer 2016 nach Presserecherchen eine Schlüsselfigur beim Durchsetzen eines Gesetzes, das es in der US-Betäubungsmittelepidemie der Drogenbehörde DEA nahezu unmöglich machte, verdächtige Auslieferungen großer Mengen von verschreibungspflichtigen Betäubungsmitteln zu verhindern.
Nach der Neueinteilung der Wahlbezirke in Pennsylvania trat er bei der Wahl 2018 im zwölften Distrikt an. Er setzte sich gegen den Demokraten Marc Friedenberg mit 66,0 % der Stimmen durch. Seine Mandatszeit begann am 3. Januar 2019. Am 17. Januar 2019 teilte Marino mit, sein Mandat zum 23. Januar aufzugeben und in die Privatwirtschaft zu wechseln. Den Termin für eine Nachwahl legte der Gouverneur Pennsylvanias Tom Wolf auf den 21. Mai 2019 fest. Friedenberg hat angekündigt, dann wieder für diesen – von der Wählerschaft strukturell stark republikanisch geprägten – Sitz anzutreten. Bei der Wahl wurde der Republikaner Fred Keller zu Marinos Nachfolger gewählt.